# Скажена
Скажена (англ. Rabid) — канадський фільм жахів 1977 року.

## Сюжет
Роуз і її друг Гарт потрапляють в аварію на мотоциклі. Гарт отримує струс мозку і перелом руки, а Роуз отримує сильні опіки і їй потрібна операція. Дівчина потрапляє в лікарню, де доктор Келоїд бажаючи врятувати Роуз проводить сумнівну операцію з пересадки шкіри. В результаті життя дівчини врятоване, але у неї з'являється моторошне жало під пахвою. Цим жалом вона п'є кров своїх жертв, оскільки в моменти голоду вона себе не контролює. Через деякий час у жертв проявляються ознаки сказу і вони починають нападати на всіх кого бачать.

## У ролях
| Актор           | Роль                  |
| --------------- | --------------------- |
| Мерилін Чемберс | Роуз                  |
| Френк Мур       | Гарт Рід              |
| Джо Сілвер      | Мюррей Сайферс        |
| Говард Рішпан   | доутор Ден Келоїд     |
| Патриція Гейдж  | доктор Роксана Келоїд |
| Сьюзен Роман    | Мінді Кент            |
| Роджер Перьярд  | Ллойд Волш            |
| Лінн Дерагон    | медсестра Луїза       |
| Террі Шонблум   | Джуді Гласберг        |
| Віктор Деси     | Клод ЛаПоінте         |